# Vega C
Il Vega C (o Vega Consolidation) è un lanciatore medio sviluppato presso la Avio S.p.A., nell'ambito del programma spaziale dell'Agenzia Spaziale Europea. Evoluzione del Vega, è stato progettato in modo da ottenere un maggior carico utile ottimizzando i costi di produzione grazie alla condivisione del nuovo primo stadio (P120C) con i booster dell'Ariane 6.

## Storia del progetto

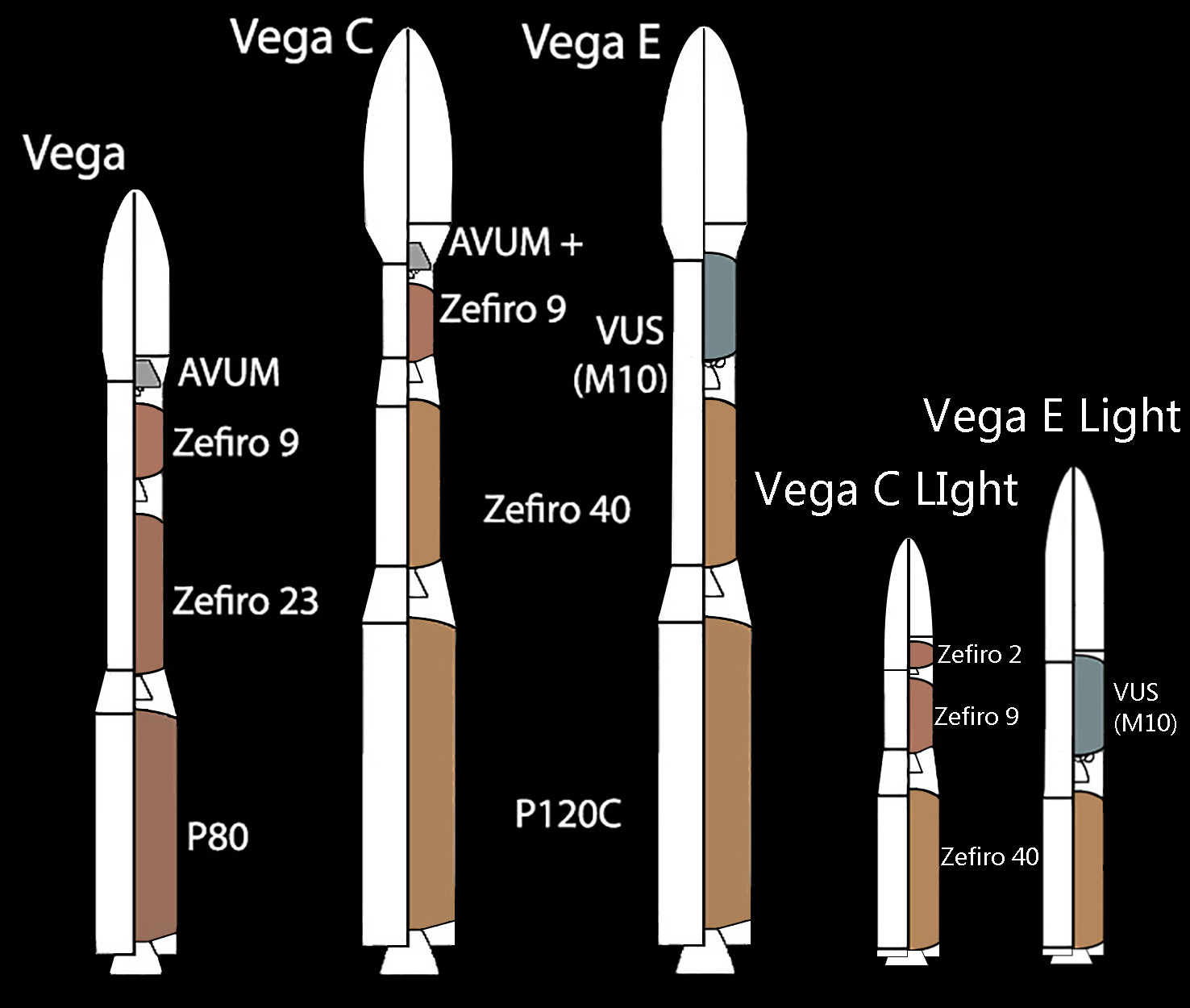
Confronto delle diverse versioni di Vega

In seguito alla costituzione nel 1988 dell'Agenzia Spaziale Italiana, fu esplorata la possibilità di sviluppo di un lanciatore di costruzione nazionale che sostituisse gli Scout impiegati nell'appena concluso Progetto San Marco. La BPD Difesa e Spazio di Colleferro (poi confluita dopo numerose fusioni ed acquisizioni in Avio) propose un lanciatore a propellente solido su cui, una decina di anni dopo, si andrà a costituire la base del programma VEGA (Vettore Europeo di Generazione Avanzata). Il programma fu ufficialmente avviato nel dicembre del 2000 ed il primo volo fu condotto nel febbraio del 2012.
Nel 2014, al momento della definizione del successore dell'Ariane 5, fu deciso di impiegare dei razzi ausiliari basati sulla tecnologia del primo stadio del Vega, debitamente maggiorati per assicurare le necessarie prestazioni al decollo del nuovo Ariane 6. Per ottimizzare i costi di produzione, fu al contempo approvato il finanziamento per lo sviluppo di una versione del Vega che utilizzasse al primo stadio (al posto del P80) il P120C.
La Avio è responsabile per lo sviluppo, costruzione ed integrazione dei componenti del lanciatore oltre che della fornitura del secondo, terzo e quarto stadio. Il primo stadio è frutto di una collaborazione tra Avio ed Ariane Group, mentre altri componenti quali protezioni aerodinamiche, raccordi interstadio, sistemi di vettorizzazione della spinta sono affidati a terze parti.
A dicembre 2017 è stata avanzata l'ipotesi di un lanciatore più leggero risultando concorrente a razzi come il LauncherOne. Si prevede che abbia due stadi, anche se verrebbe escluso il P120C, per arrivare ad una capacità di carico intorno ai 250 kg.
Nel marzo del 2018 fu provato al banco presso il poligono di Salto Quirra il primo modello di Zefiro Z40 che sostituisce nel Vega C il secondo stadio del Vega (Zefiro 23).
Il 16 luglio 2018 è stato invece provato con successo il primo dei tre motori P120C necessari alla certificazione propedeutica al primo lancio del Vega C previsto per la prima metà del 2021 e lanciato a seguito di ulteriori slittamenti a luglio 2022.

## Caratteristiche
Il Vega C si compone di una parte inferiore costituita da tre stadi in composito a propellente solido, uno stadio superiore a propellente liquido, coperture aerodinamiche del carico pagante che, a seconda della missione richiesta, è installato su un'opportuna struttura che può consentire il rilascio in sequenza di micro-nano satelliti, a coppie, un singolo carico principale o una loro combinazione.

### Primo stadio
Il primo stadio è costituito dal motore P120C costruito in materiale composito mediante avvolgimento di fibre di carbonio preimpregnate attorno ad un mandrino e successiva polimerizzazione in autoclave (stessa tecnica utilizzata anche per i motori del secondo e terzo stadio). L'involucro monolitico in composito (che corrisponde anche alla camera di combustione del razzo) è caricato con un grano di HTPB (circa 142 tonnellate di una miscela di un legante organico, perclorato d'ammonio e polveri di alluminio) modellato in modo da garantire un determinato profilo di spinta durante i 135 secondi di funzionamento. L'ugello di scarico, prodotto dalla ArianeGroup, ha un giunto flessibile che consente il movimento (±5,9°) dell'ugello comandato da attuatori elettro-meccanici per vettorizzare la spinta.
Il primo stadio ha lunghezza di 13,38 metri ed un diametro di 3,4 per un peso complessivo di 155 tonnellate. La spinta massima generata (nel vuoto) è di 4323 kN mentre l'impulso specifico (sempre nel vuoto) è di 279 secondi.
Alla base del primo stadio, una struttura in alluminio con rinforzi alloggia l'elettronica e le batterie degli attuatori elettromeccanici ed il sistema di autodistruzione di emergenza. In cima, è installato l'anello che lo collega al secondo stadio che contiene un sottosistema dell'impianto di autodistruzione ed il controllore del sistema di vettorizzazione della spinta. All'interno sono montate le cariche esplosive ed i retrorazzi per la separazione ed allontanamento del primo stadio al momento del suo esaurimento.

### Secondo stadio
Basato sul suo predecessore Z23, il secondo stadio è costituito dal motore Zefiro Z40 il cui studio è stato interamente finanziato dalla Avio a partire dal 2011. Ha una lunghezza di 8,07 metri per 2,40 di diametro. Ha un peso complessivo di 40477 kg di cui 36239 sono dovuti al grano di propellente (sempre HTPB). La spinta massima nel vuoto è di 1304 kN, l'impulso specifico nel vuoto è di 293,5 secondi mentre il suo tempo di funzionamento è di 92,9 secondi. Grazie ad un giunto flessibile, l'ugello di scarico può essere deflesso di un angolo di ±5,9°.

### Terzo stadio
Il terzo stadio è lo stesso del predecessore Vega. Costituito dal motore Zefiro Z9A, ha una lunghezza di 4,12 metri per 1,90 di diametro. Il peso complessivo è di 12 tonnellate di cui 10,5 di HTPB. La spinta massima è di 317 kN, l'impulso specifico è 295,9 secondi ed il tempo di funzionamento di 119,6 secondi. Alla base del terzo stadio è montata una struttura reticolare in composito in cui sono alloggiati il sistema di controllo della vettorizzazione della spinta e dell'impianto di autodistruzione. In cima è installato l'anello di collegamento interstadio in alluminio che ospita l'impianto radio, telemetria, distribuzione elettrica, cariche pirotecniche di separazione e allontanamento.

### AVUM+

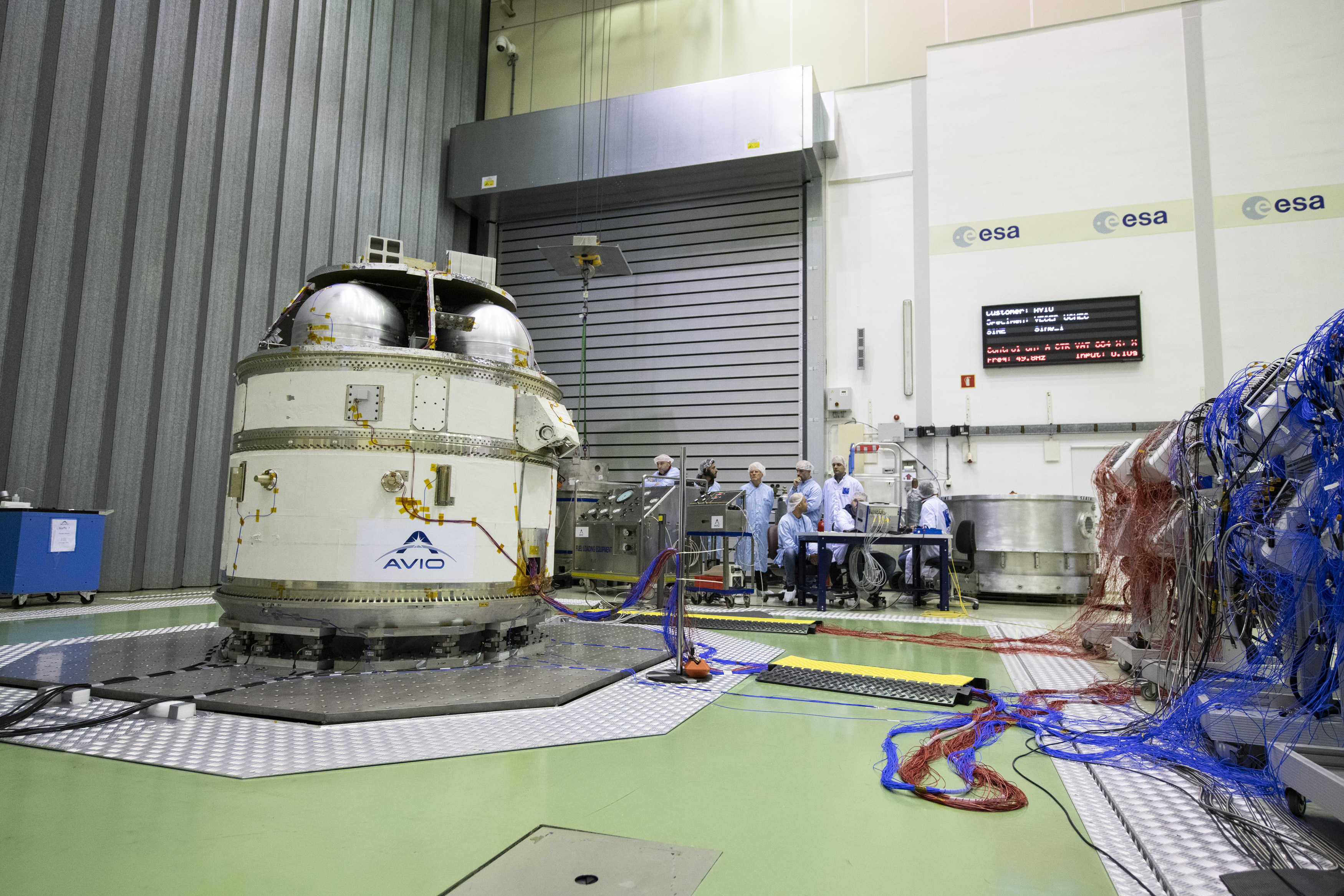
Prototipo di AVUM+ durante una prova al banco per vibrazioni.

Il quarto stadio, a differenza dei primi tre, è dotato di un motore principale derivato dall'RD-869, bipropellente (248 kg di UDMH e 492 kg di N₂O₄), in grado di essere acceso e spento fino a 5 volte per missione. L'AVUM+ (Attitude Vernier Upper Module) è il modulo responsabile dell'inserimento finale in orbita del carico utile e si compone di due sezioni distinte, una dedicata alla propulsione e mantenimento di assetto e l'altra che ospita l'avionica e l'impianto di potenza. Il motore principale ha una spinta di 2,45 kN e un impulso specifico di 315,8 secondi con un ugello orientabile che può essere deflesso di 10°. Il controllo di assetto è garantito da sei motori ad idrazina da 240 N l'uno.

### Carico utile
Il carico utile è collocato su un adattatore connesso all'AVUM+ e protetto (durante la fase di volo in atmosfera) da un rivestimento aerodinamico (fairing). La protezione aerodinamica è costituita da due gusci a nido d'ape d'alluminio rivestiti da uno strato plastico rinforzato con fibre di carbonio dal peso complessivo di 860 kg, una lunghezza di circa 9 metri ed un diametro di 3,3. La separazione dei gusci, una volta superata l'atmosfera terrestre, avviene mediante cariche pirotecniche e la rottura di fascette a strappo.
A seconda del tipo di carico imbarcato, sono disponibili configurazioni differenti per la struttura di collegamento all'AVUM+. Sono infatti possibili lanci di un carico singolo come di un carico principale insieme a più carichi secondari (micro e nano-satelliti) o di un carico principale ed uno secondario.

## Lanci

### Primo lancio
Il 13 luglio 2022 ha avuto luogo la missione VV21, ha messo in orbita il satellite LARES 2

### Secondo lancio
Il 21 dicembre 2022 ha avuto luogo la missione VV22: il lancio è fallito.

### Terzo lancio
Il 5 dicembre 2024 ha avuto luogo la missione VV25, che ha messo in orbita il satellite Sentinel-1C, costruito da Thales Alenia Space.

## Vega C Light
È in via di sviluppo anche una versione leggera, denominata Vega C Light, alta 17 m, peso di 55 t e con capacità di carico fino a 500 kg. Consiste in un Vega C privo del motore P120C, con solo tre stadi, condividendo i motori Z40 e Z9, ma con un motore a combustibile solido Zefiro 2 al posto del motore AVUM+. Il Payload Fairing ha un diametro di 2 m e consente di alloggiare singoli MiniSat o diversi CubeSat per mezzo di un Payload Adaptor. Il sistema di lancio include tutte le attrezzature, strutture e servizi esistenti. Il sottosistema di sicurezza per l'autodistruzione si basa sul Vega C SAS. Nel corso del tempo verrà sviluppato anche un nuovo sistema di controllo delle varie fasi del lancio.